# اکساز، کویوکاک
اکساز، کویوکاک (به لاتین: Aksaz, Kuyucak) یک منطقهٔ مسکونی در ترکیه است که در استان آیدین واقع شده‌است.

## خصوصیات
اکساز ۴۲۸ نفر جمعیت دارد.